# Länsväg 394
De Zweedse weg 394 (Zweeds: Länsväg 394) is een provinciale weg in de provincie Norrbottens län in Zweden en is circa 90 kilometer lang.

## Plaatsen langs de weg
- Leipojärvi
- Mettä Dokkas
- Dokkas
- Ullatti
- Kompelusvaara
- Tärendö
- Anttis

## Knooppunten
- E10 bij Leipojärvi (begin)
- Länsväg 395 bij Anttis (einde)